# Ever Carradine
Ever Dawn Carradine (Los Angeles, 6 augustus 1974) is een Amerikaans actrice.

## Biografie
Carradine werd geboren in Los Angeles als dochter van Robert Carradine, kleindochter van John Carradine en nicht van Keith Carradine, David Carradine en Martha Plimpton. Carradine heeft gestudeerd aan de Lewis & Clark College in Portland (Oregon) waar zij antropologie studeerde. Tijdens haar studie stapte zij over naar theaterwetenschap om zo in de voetstappen te treden van haar familie.
Carradine is vanaf 2005 getrouwd en heeft hieruit een kind (2010).

## Filmografie

### Films
Uitgezonderd korte films.
- 2020 All My Life - als Gigi Carter
- 2019 Married Young - als Karen
- 2018 Adolescence - als Julie
- 2015 The Adventures of Beatle - als Athena
- 2015 Safelight - als Lois
- 2014 Frank vs. God - als Rachel Levin
- 2009 See Kate Run – als Abby Sullivan
- 2008 The Madness of Jane – als Jane
- 2007 Cleaverville – als Grace
- 2005 Constellation – als Celeste Korngold
- 2005 Lucky 13 – als Gretchen
- 2004 Dead & Breakfast – als Sara
- 2003 My Boss's Daughter – als Julie
- 2002 Life Without Dick – als Tina
- 2002 Couples – als Beth
- 2002 Robbing 'Hef – als Candice
- 2001 Bubble Boy – als Lisa
- 2001 Jay and Silent Bob Strike Back – als moeder van Jay
- 2000 Ropewalk – als Melissa
- 1999 Lost & Found – als Ginger
- 1999 Chicks – als Vera
- 1997 Born Into Exile – als hoer
- 1996 Foxfire – als vrouw in printwinkel

### Televisieseries
Uitgezonderd eenmalige gastrollen.
- 2017-2022 The Handmaid's Tale - als Naomi Putnam - 20 afl.
- 2017-2019 Marvel's Runaways - als Janet Stein - 33 afl.
- 2016 Code Black - als Linda - 2 afl.
- 2014-2016 Major Crimes - als Sharon Beck - 10 afl.
- 2016 Goliath - als Rachel Kennedy - 5 afl.
- 2016 Shameless - als Erika - 4 afl.
- 2008-2009 Eureka - als Lexi Carter – 8 afl.
- 2009 24 – als Erika – 5 afl.
- 2007-2008 Women's Murder Club – als Heather Donnelly – 5 afl.
- 2006 Men in Trees – als Liza Frist – 2 afl.
- 2005-2006 Commander in Chief – als Kelly Ludlow – 19 afl.
- 2003 Lucky – als Theresa – 10 afl.
- 1999-2002 Once and Again  -als Tiffany Porter – 19 afl.
- 1998 Conrad Bloom – als Nina Bloom – 12 afl.
- 1997-1998 Veronica's Closet – als Pepper – 8 afl.
- 1998 Party of Five – als Rosalie – 5 afl.

- Bibliothèque nationale de France: cb15103312k (data)
- International Standard Name Identifier: 0000 0000 7498 7208
- Library of Congress Control Number: no2010010834
- Virtual International Authority File: 106900197
- WorldCat: E39PBJqFH79MVfkP8t4pgMh4MP